# Staphylococcus
Staphylococcus ou estafilococos são um género de bactérias gram-positivas e um dos mais comuns patógenos do ser humano.

## Biologia
Os estafilococos têm formato esférico, aproximadamente 1 micrometro de diâmetro e formam grupos com aspecto de cachos de uvas. Após coloração por técnica de Gram, adquirem cor arroxeada ao microscópio óptico, devido à sua membrana simples e parede celular de peptidoglicano grossa, constituída por mureína, ácido teicóico e polissacarídeos.
Outra característica desses micro-organismos reside no fato de serem anaeróbicos facultativos: vivem em meios aeróbios (usando oxigênio) mas podem, facultativamente, viver em meios anaeróbios (por intermédio da fermentação). De todo modo, seu crescimento é mais rápido em meios aeróbios. Não possuem flagelo, sendo portanto incapazes de se locomover autonomamente. Sua faixa de temperatura ótima para crescimento situa-se entre 30 e 37 graus Celsius, a mesma do corpo humano.

## Fatores de virulência
Os fatores de virulência são todos os mecanismos que permitem a invasão do hóspede, ou a evasão da bactéria ao sistema imune. Cada estirpe tem geralmente apenas alguns destes fatores.
1. Têm cápsula que protege muitas estirpes contra fagocitose e o sistema imunitário.
2. Péptidoglicano, na parede celular: tem alguma atividade de endotoxina, estimulando a febre e vasodilatação excessivas, devido à produção pelas células imunitárias de citocinas como a IL-1..
3. Proteína A: especifica dos S.aureus. Neutraliza imunoglobulinas (anticorpos).
4. Ácidos teicóicos: são fibrilhas como o polissacarídeo A que servem para ancorar a bactéria, impedindo-a de ser arrastada (pelo sangue, urina, suor ou outros fluidos) da sua área de colonização.
5. Toxina alfa: produzida pelo Staphylococcus aureus, destrói vários tipos de células.
6. Toxina beta: produzida apenas pelo Staphylococcus aureus, destrói vários tipos de células.
7. Toxina delta: produzida pela maioria dos estafilococos. É um surfactante que desestabiliza com a membrana celular Destrói, por lise celular (explosão dos conteúdos), eritrócitos e muitos outros tipos de células.
8. Toxina gama e leucocidina P-V: grupo de até seis toxinas que formam poros na membrana celular de leucócitos, destruindo-os por lise.
9. Coagulase: esta enzima coagula o sangue ao transformar o fibrinogénio em fibrina, da mesma forma que a trombina humana. A formação de coágulos à volta das bactérias dificulta o seu reconhecimento e fagocitose pelas células do sistema imunitário. Diferencial para Staphylococcus aureus
10. Fibrolisina ou estafilocinase: produzido pelo Staphylococcus aureus. Dissolve os coágulos de fibrina, o que é útil se forem tão grandes que impeçam a sua multiplicação e invasão.
11. Hialuronidase: degrada a matriz extra-celular humana, composta de ácido hialurónico, facilitando a invasão dos tecidos.
12. Catalase: protege as bactérias dos ataques com superoxidantes produzidos como defesa pelos leucócitos. A enzima catalase transforma o peróxido de oxigénio (presente na "água oxigenada" usada como asséptico) em água e oxigénio inofensivos.
13. Lipase: todos os Staphylococcus aureus e 30% dos outros produzem-nas. Dissolvem lípidos neutralizando defesas lipídicas (que repelem água e causam desidratação das bactérias) como o sebo da pele e mucosas.
14. Penicilinase: produzida pelas estirpes resistentes ao antibiótico penicilina. Ela degrada o antibiótico. É espalhada por troca de plasmídeos contendo o gene nas trocas sexuais bacterianas.
15. Enterotoxinas: produzidas em alimentos durante a fase de crescimento. São peptídeos de pequeno peso molecular. São resistentes às enzimas digestivas e ao calor, não sendo destruídas pelos processos de cocção e esterilização. Agem na parede do estômago, nos receptores do nervo vago. São produzidas diversas toxinas, designadas por letras: A, B, C (C1 e C2), C, D, E, F e G.

## Epidemiologia
Existem em todo o mundo.
As estirpes pouco virulentas (coagulase-negativas) dos estafilococos existem na pele de todas as pessoas, embora frequentemente também estejam presentes Staphylococcus aureus (sem no entanto provocar doenças). Por vezes, também estão presentes nos intestinos e no trato urinário.
São destruídos por desinfectantes, sabão e altas temperaturas. Podem resistir bem à desidratação, durante longos períodos. São transmitidas de pessoa a pessoa pelo contato direto ou pelo contato indireto (via objectos). As feridas e outras aberturas na pele, os estados de debilidade, as operações cirúrgicas e as doenças em geral incrementam a possibilidade de esses micro-organismos invadirem o organismo humano e passarem a atuar como patógenos.

### Doenças causadas
As principais são:
- Foliculite
- Mastite bovina
- Otite externa em cães
- Doenças sistêmicas potencialmente fatais
- Infecções cutâneas (piodermite)
- Infecções oportunistas
- Doenças das vias urinárias
- Endocardite
- Impetigo

### Epidemiologia em alimentos

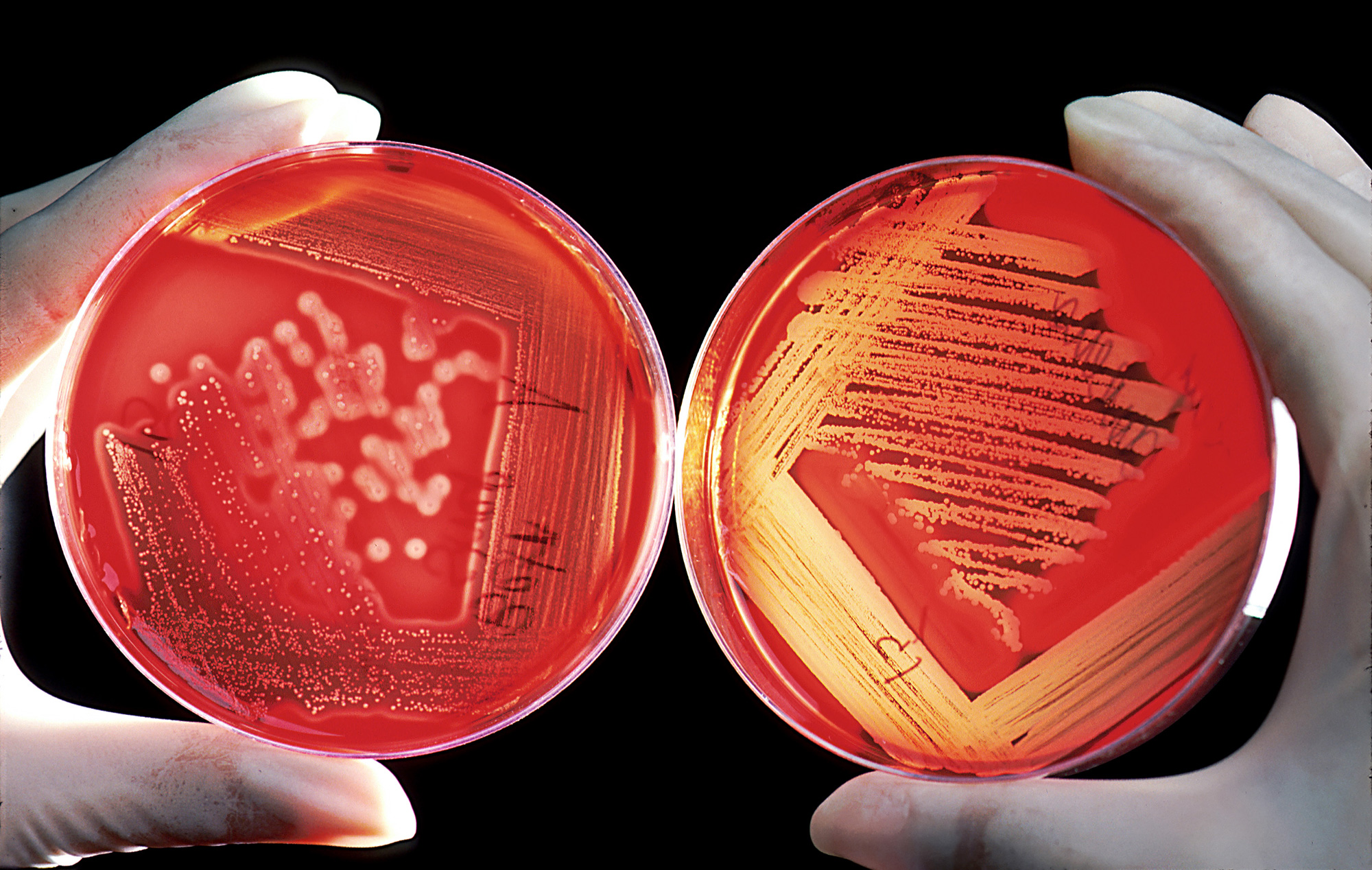
Hemácias em uma placa de Petri são utilizadas para o diagnóstico de infecção. A placa da esquerda mostra uma infecção por estafilococos e a da direita, por estreptococos.

Necessita de vários nutrientes para seu desenvolvimento. Por isso se reproduz com facilidade apenas em alimentos ricos em nutrientes à base de ovos, leite, carnes e açúcar. As intoxicações ocorrem normalmente em alimentos como laticínios: queijo frescal, creme de leite, chantilly, leite; produtos de confeitaria: tortas recheadas, creme de ovos, etc.; produtos de carne como presunto.
Sua origem é ou a matéria prima ou o manipulador de alimentos. Vive na pele de animais e humanos, assim como nas fossas nasais. Pode chegar no alimento através do animal ou pelo contato com humanos.
O alimento contaminado necessita ficar algumas horas em temperatura ambiente; é necessária a reprodução do Staphyloccous aureus no alimento para a produção da toxina. As falhas podem ocorrer por falta de higiene no manuseio associadas com temperatura errada de armazenagem (temperatura ambiente: nos processos de resfriamento, descongelamento ou estocagem.)
A toxina formada não é destruída pelo cozimento; uma vez formada no alimento esse pode causar intoxicação mesmo após o processo, embora o microrganismos seja destruído.
A doença se caracteriza basicamente por vômitos intensos que se iniciam cerca de 2 h após a ingestão de alimentos com a toxina e duram algumas horas. Em geral o paciente se recupera sem maiores consequências, mas pessoas vulneráveis como bebês, idosos e pessoas debilitadas pode causar consequências mais graves.
É comum em alimentos, por isto a legislação sanitária brasileira, por intermédio da ANVISA, estabeleceu limites de tolerância para essa presença.

## Prevenção
A prevenção consiste basicamente em manter-se a higiene pessoal e dos alimentos manipulados:
- Lavar as mãos com escovas e sabões desinfetantes.
- Ao manipular alimentos, usar máscaras, luvas e gorros.
- Usar refrigeração adequada. A temperatura dos alimentos deve ser mantida inferior a 7 °C.

## Diagnóstico e tratamento
O diagnóstico é realizado pela coleta de amostras, cultura em disco de Petri e identificação por técnica de Gram e bioquímica (determinação das enzimas que produz). A sorologia (detecção de anticorpos específicos) também ajuda.
Para o tratamento, indicam-se as penicilinas penicilinase-resistentes. Essas ainda são a primeira escolha, apesar do aumento da resistência das bactérias. A oxacilina é uma penicilina penicilinase-resistente indicada para as infecções causadas por S. aureus. Já a cefazolina é uma cefalosporina de primeira geração, resistente à penicilinase, e é indicada como segunda escolha no tratamento das infecções. Por fim, em caso de micro-organismos resistentes (que não são afetados pelas penicilinas penicilinase-resistentes), indica-se o uso de vancomicina.

### Em alimentos
A intoxicação é autolimitada. Pode ser necessário administração de antieméticos e hidratação do paciente em casos mais graves.
O diagnóstico é feito clinicamente pelos sintomas e laboratorialmente pela identificação da enterotoxina nas fezes do paciente. O quadro é fechado pelo isolamento do Staphylococcus aures no alimento, através de métodos microbiológicos e a identificação do mesmo tipo de enterotoxina pela cepa isolada.
Para desencadear o quadro, em geral as contagens no alimento devem ser altas: maior que 1 milhão de células de S. aureus por grama de alimento. Contudo, o micro-organismo pode estar ausente no alimento cozido, pois é destruído pelo calor, embora a enterotoxina pré-formada antes do cozimento não seja destruída.

## Membros do grupo
Há mais de 30 espécies pertencentes ao género, mas apenas algumas delas causam doenças significativas:
- S. arlettae
- S. aureus
- S. auricularis
- S. capitis
- S. caprae
- S. carnosus
- S. chromogenes
- S. cohnii
- S. condimenti
- S. croceolyticus
- S. delphini
- S. devriesei
- S. epidermidis
- S. equorum
- S. felis
- S. fleurettii
- S. gallinarum
- S. haemolyticus
- S. hominis
- S. hyicus
- S. intermedius
- S. kloosii
- S. leei
- S. lentus
- S. lugdunensis
- S. lutrae
- S. lyticans
- S. massiliensis
- S. microti
- S. muscae
- S. nepalensis
- S. pasteuri
- S. pettenkoferi
- S. piscifermentans
- S. pseudintermedius
- S. pulvereri
- S. rostri
- S. saccharolyticus
- S. saprophyticus
- S. schleiferi
- S. sciuri
- S. simiae
- S. simulans
- S. stepanovicii
- S. succinus
- S. vitulinus
- S. warneri
- S. xylosus